# Castell de Santa Anna (Oliva)
El castell de Santa Ana és una Fortalesa situada a Oliva (Safor), en la comarca de la Safor, al País Valencià. És bé d'interès cultural amb registre ministerial: RI-51-0010909 de 24 d'octubre de 2002.

## Història
A 1528 les Corts de Barcelona van acordar la construcció de defenses per a la protecció del litoral enfront dels pirates barbarescs que feien corregudes per la costa valenciana amb el suport dels habitants moriscs descontents. No va ser fins a 1575 que Felip II va encarregar al virrei de València, Vespasià Gonzaga i Colonna, l'estudi de la defensa de la costa, estudi que va portar a la construcció de diverses fortificacions com la del castell de Santa Anna a Oliva. Gonzaga critica en el seu estudi la situació de les defenses de la ciutat, que eren escasses, antigues i faltes de subministrament d'aigua.
A 1585 ja havia disposat el nou castell, construït en un turó sobre l'emplaçament d'una antiga ermita dedicada a Santa Anna. Per les manifestacions del mateix Gonzaga es coneix la dotació d'armes, composta de set peces: mitjana colobrina, dos sacres, dos mitjans sacres i dos morters, així com la de municions: 500 peces de ferro i 30 pedres per a morters. En el mateix document es diu que l'edifici encara estava inacabat, tenint la torre sud-est acabada, mentre que a la nord-oest li faltaven les voltes i el parapet.
El castell va romandre en servei durant el segle xvii. Les seves funcions eren la vigilància de la costa i la de la moreria local que s'estenia a prop.

## Descripció
Situat sobre el turó de Santa Anna, el castell és de planta rectangular de 43,50 x 34,70 metres, amb dues torres de planta  circular molt  atalussada en els seus extrems nord-oest i sud-est. El material de construcció és pedra extreta d'una pedrera propera.
Els elements defensius, excepte per algunes espitlleres obliqües als murs i que vigilen punts concrets del perímetre, es concentren a les torres. Es tracta de troneres i elements similars de menor grandària, la funció és permetre el tir de l'artilleria, es tracta d'una fortalesa renaixentista.
L'accés es realitzava per una rampa colzada que donava a l'est.
Ha arribat fins al segle xxi l'aljub per al subministrament d'aigua de la fortalesa, i hi ha restes de murs que van pertànyer a les diverses dependències pròpies d'aquest tipus d'edificis, com allotjaments per a la guarnició i magatzems de pólvora. La coberta de l'aljub va ser substituïda al segle xviii.
A principis del segle xxi el conjunt és accessible al públic i acull també un repetidor radioelèctric. Un altre ús actual és la celebració de la romeria en honor de la Mare de Déu del Rebollet, patrona de la localitat.

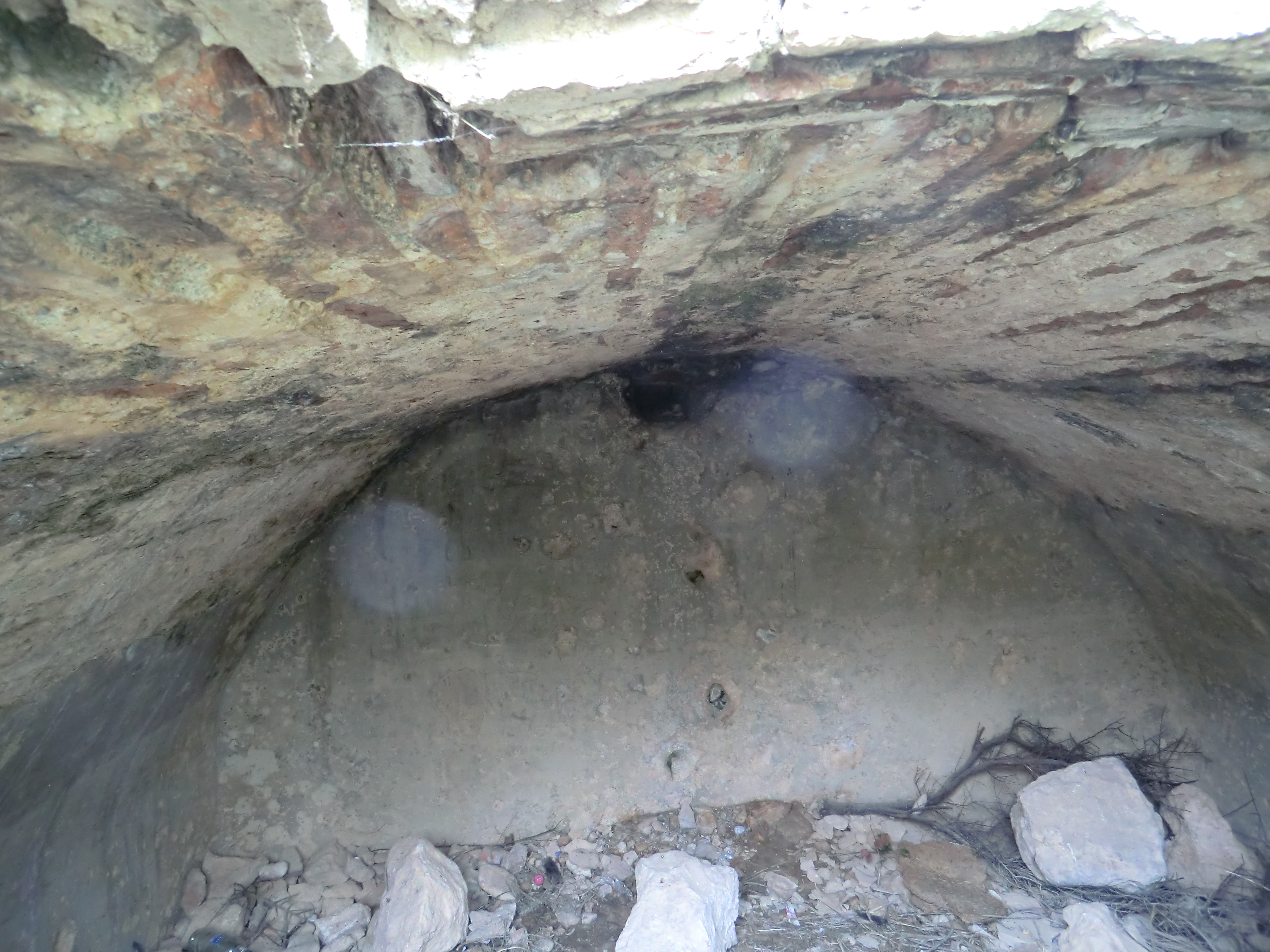
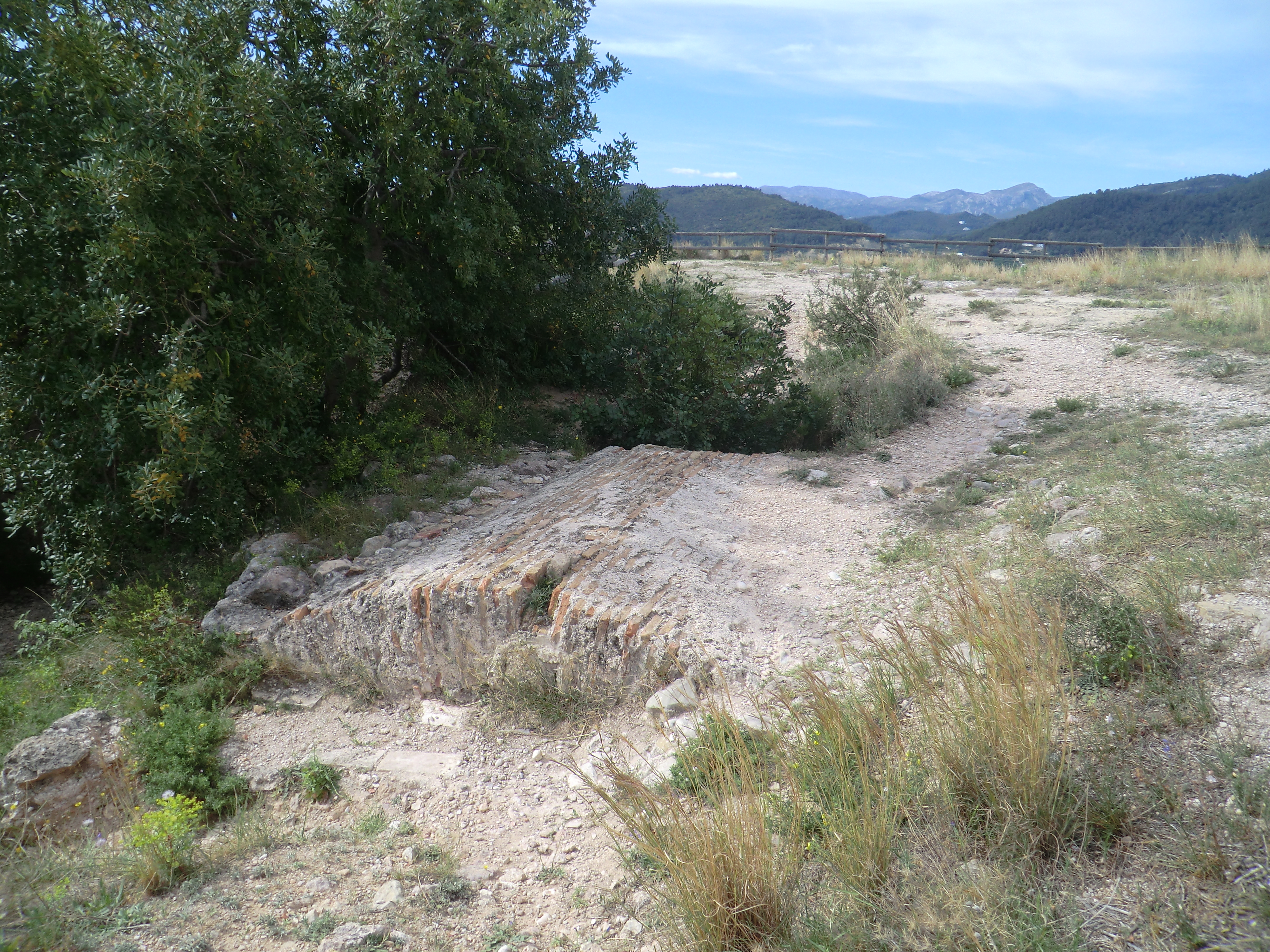
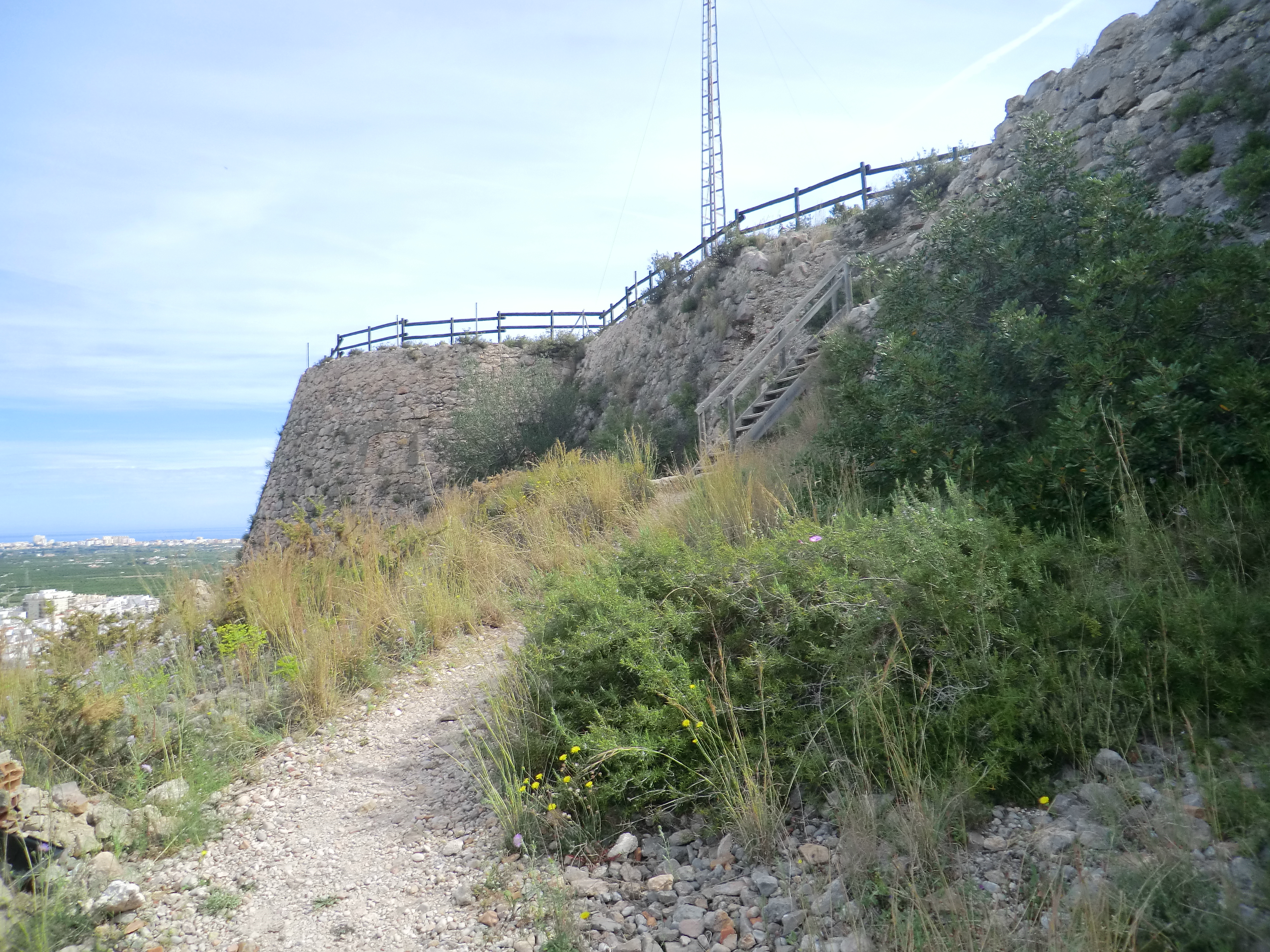
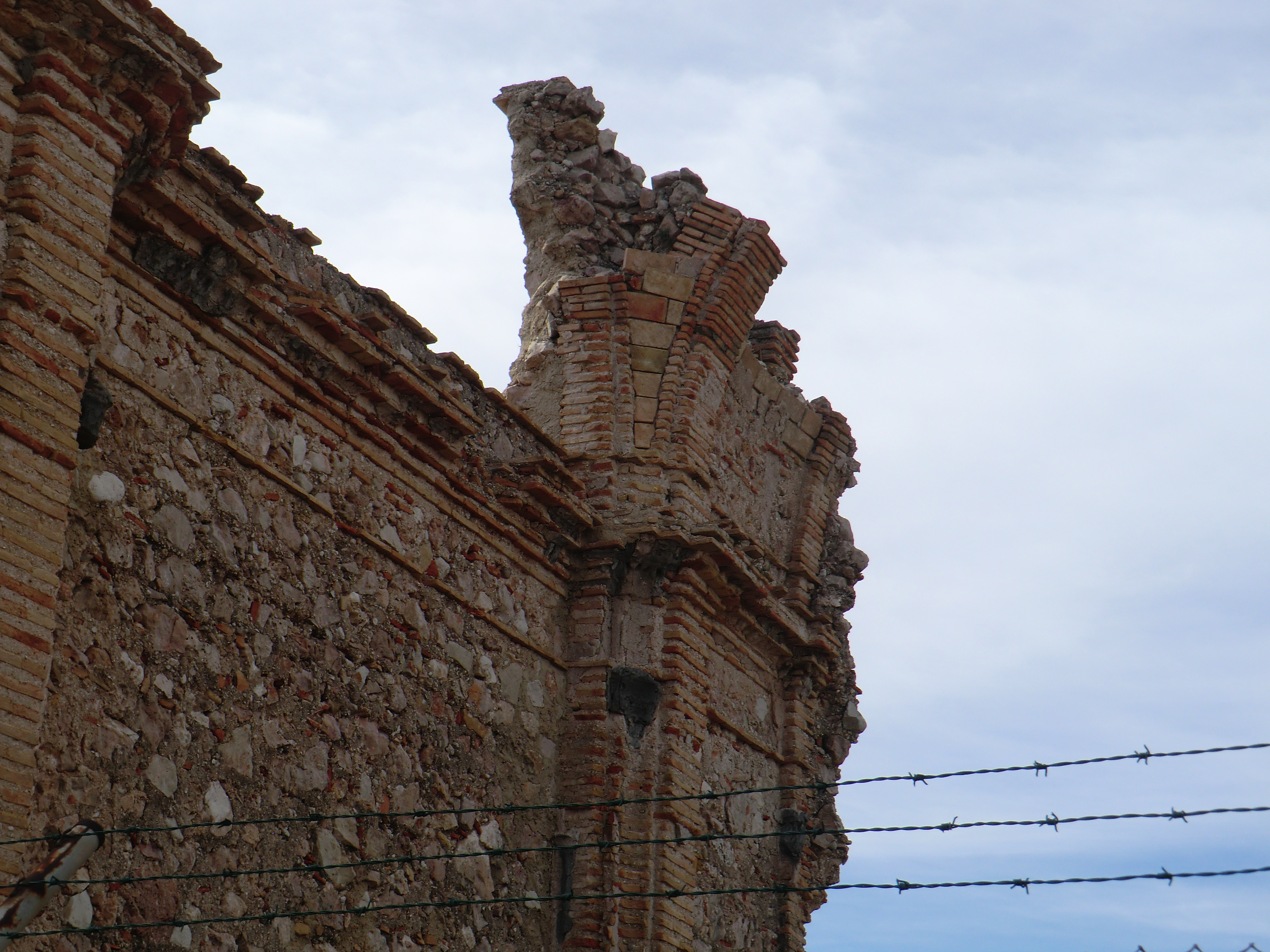
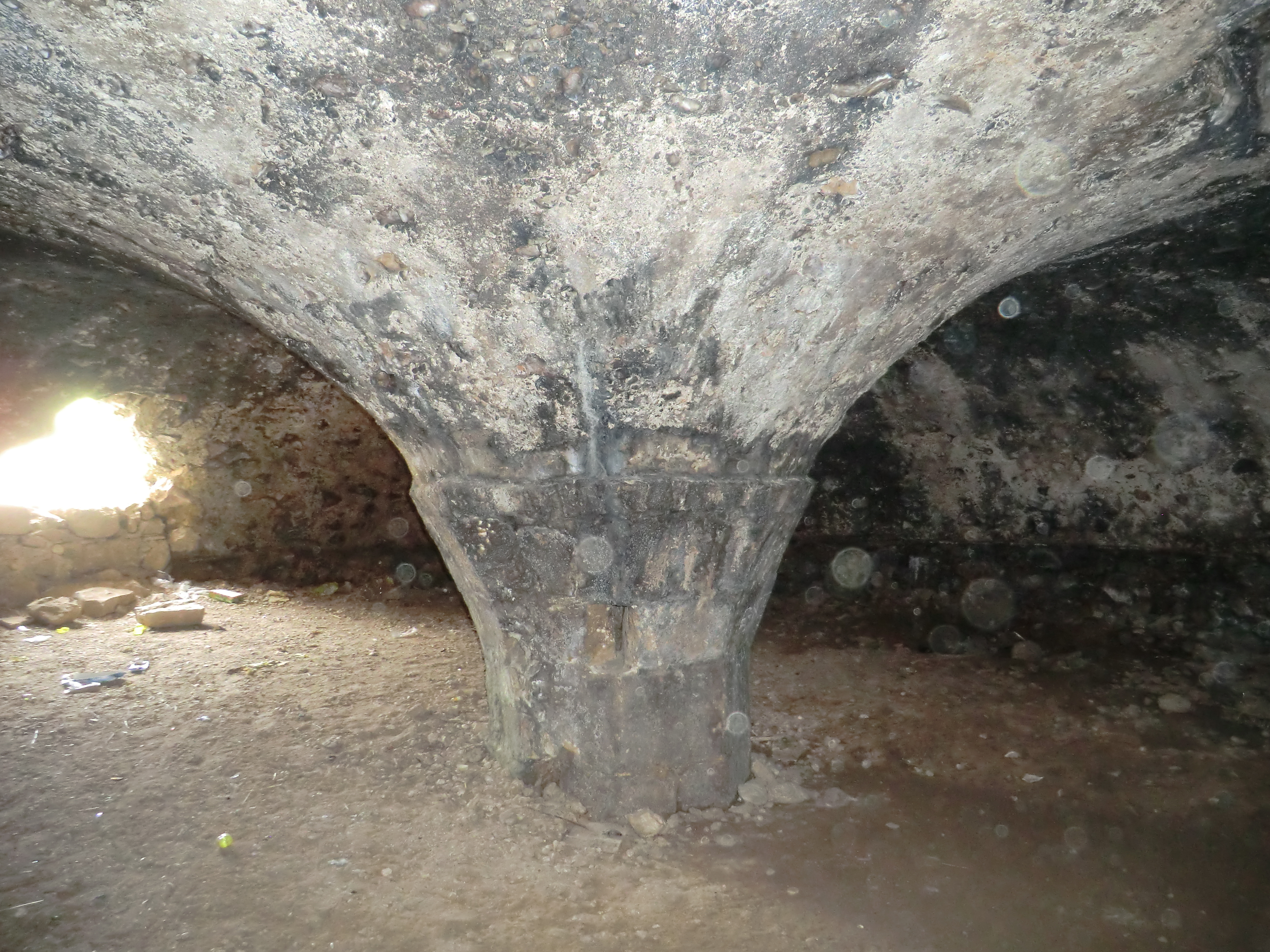
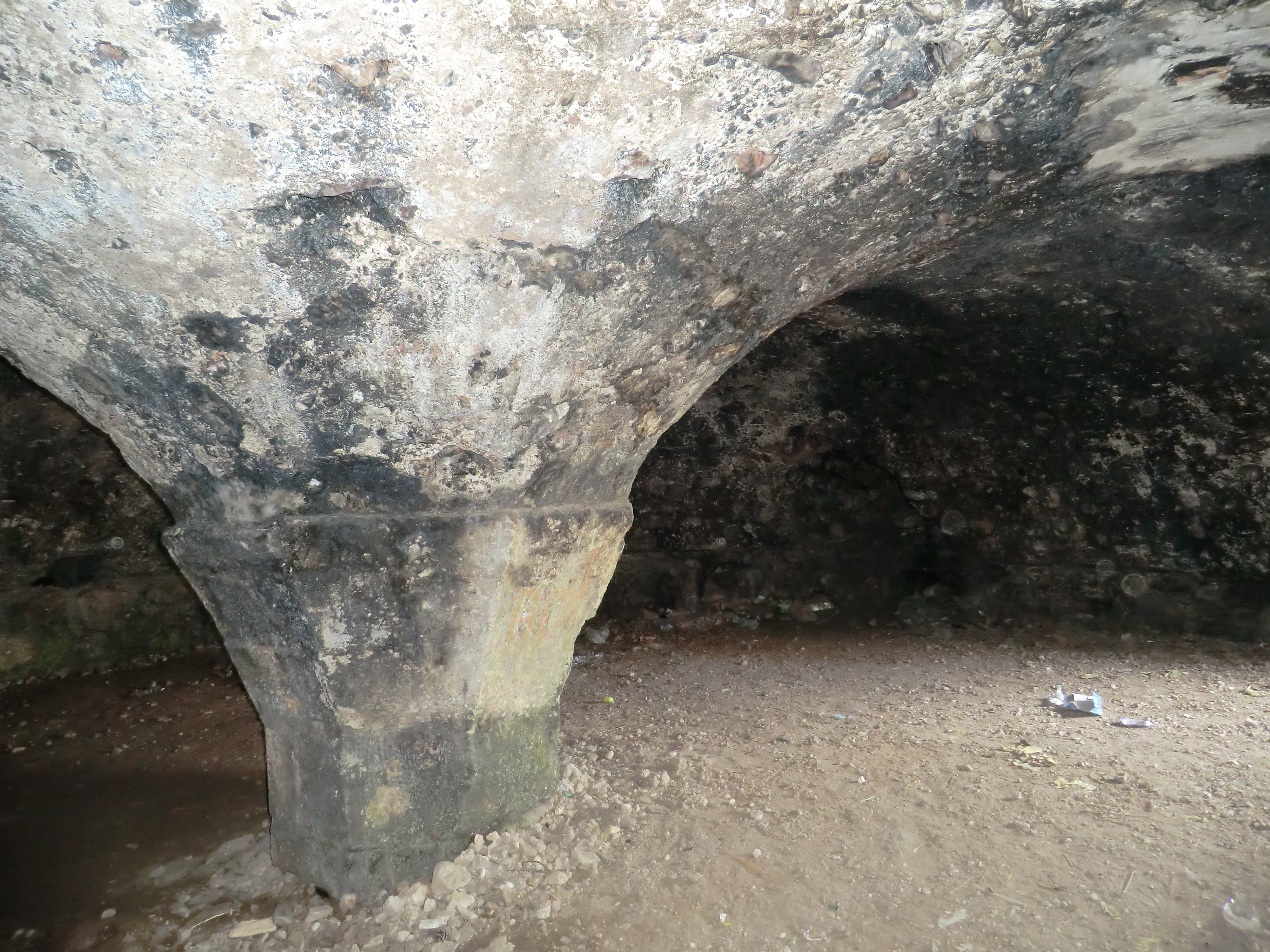
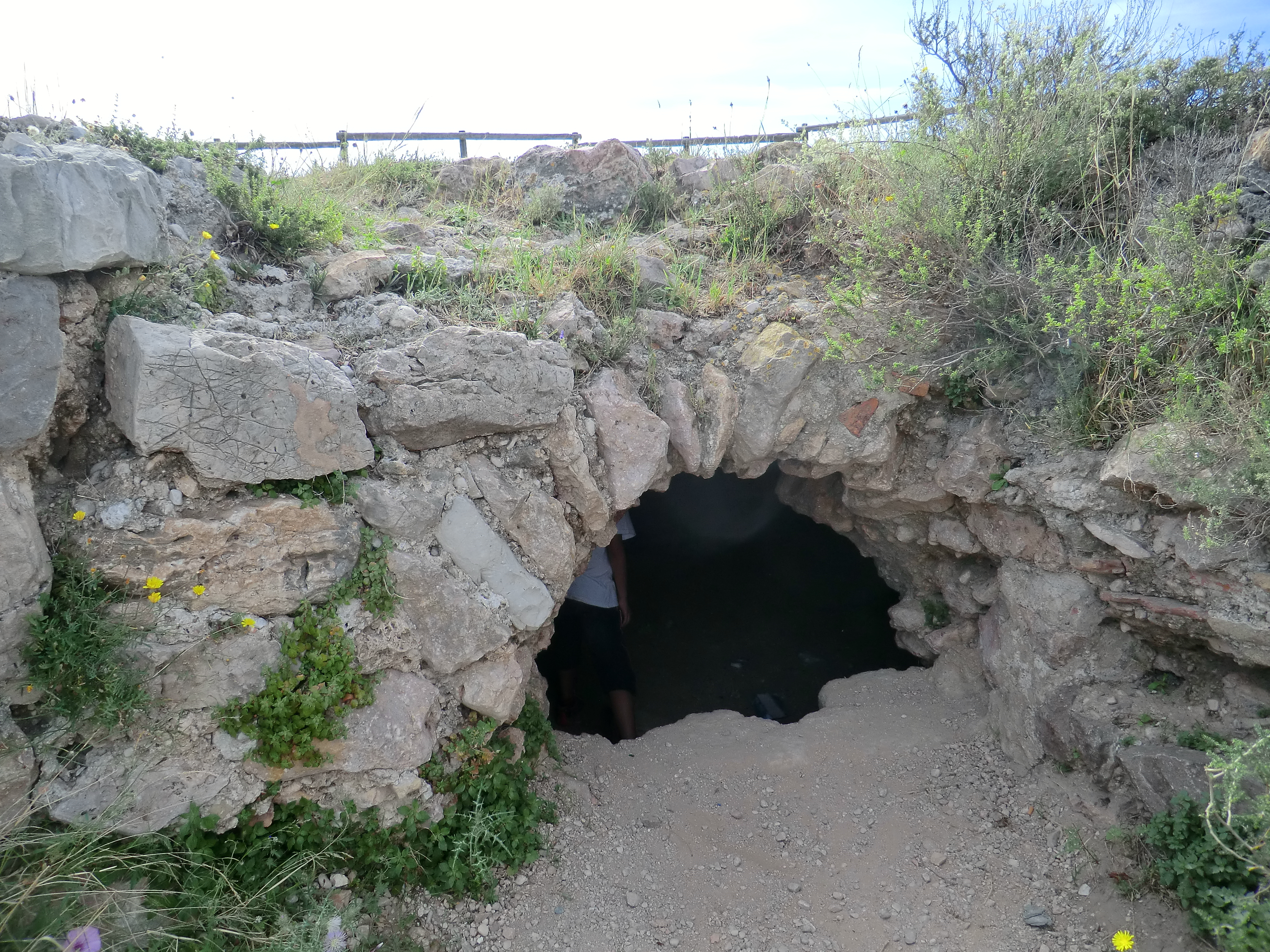
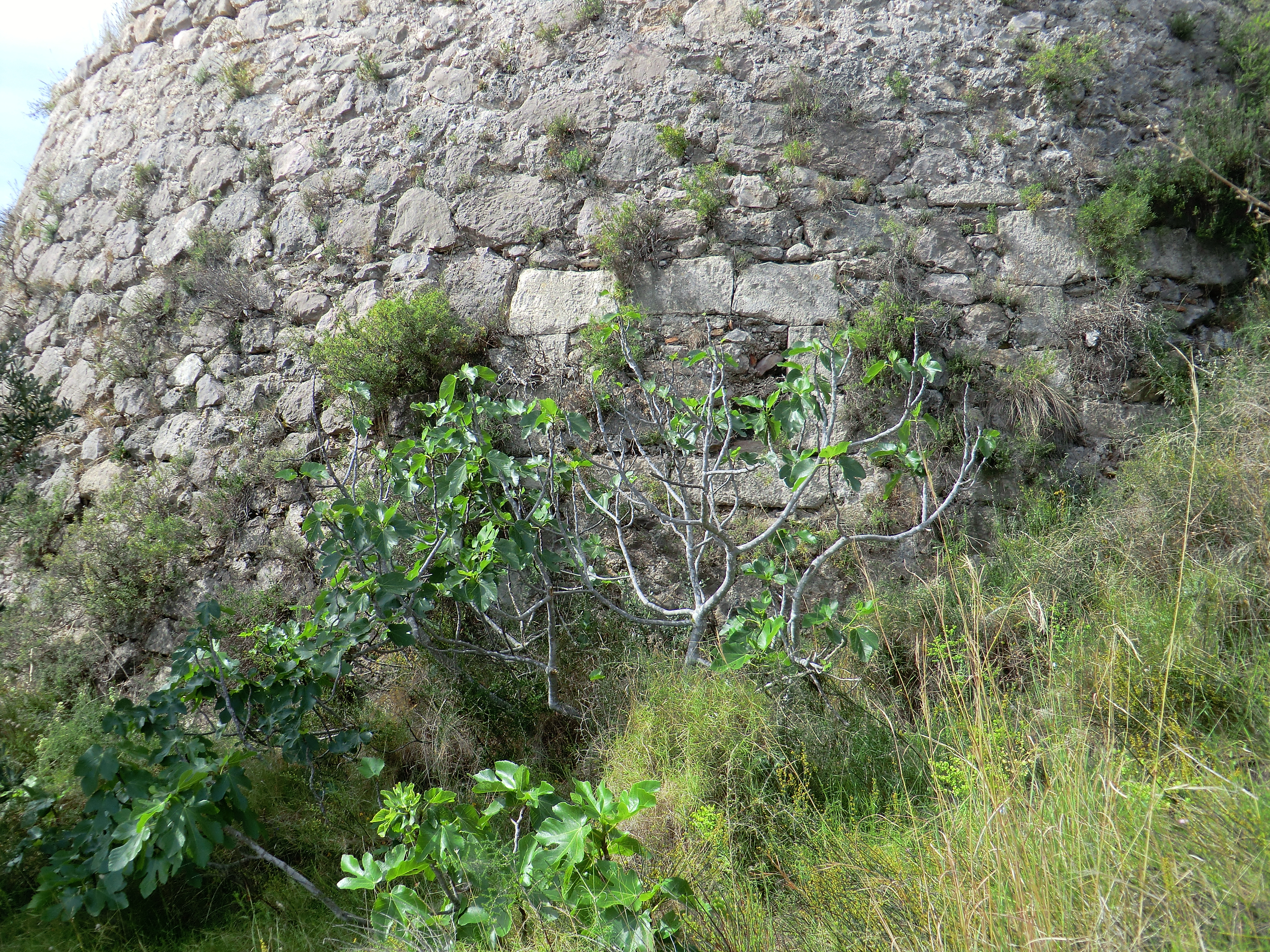
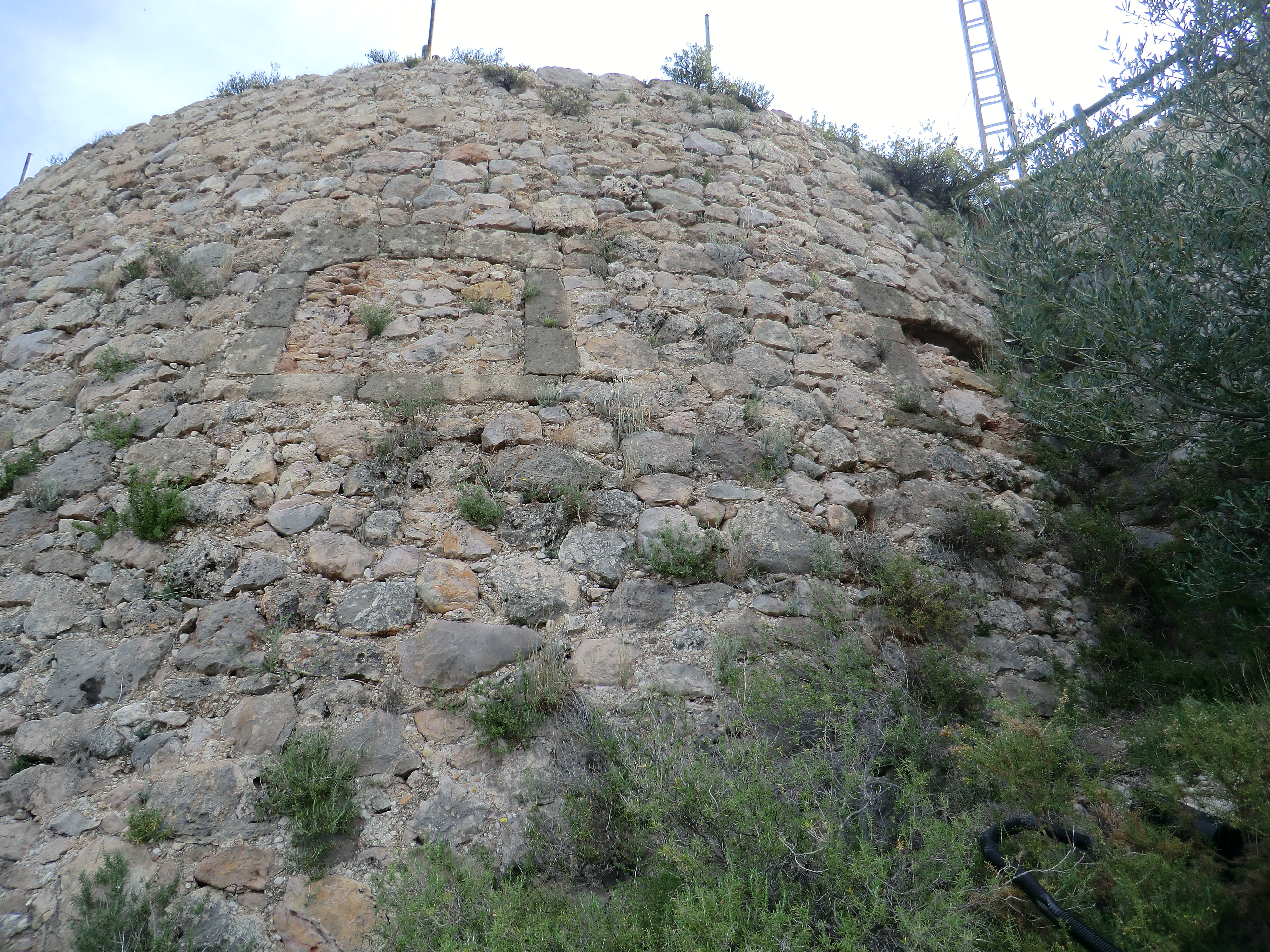